# Adrián Beccar Varela
Adrián María del Corazón de Jesús Beccar Varela (San Isidro, 4 de febrero de 1880-Madrid, 9 de junio de 1929) fue un abogado argentino, Intendente de San Isidro entre 1913 y 1914, y Presidente de la Asociación del Fútbol Argentino entre 1927 y 1929.

## Biografía
Adrián María del Corazón de Jesús Beccar Varela nació en San Isidro, en su casa paterna de la calle Ituzaingó 620, el 4 de febrero de 1880 y fue bautizado en la iglesia de La Merced de Buenos Aires, el 6 de diciembre de aquel mismo año, siendo sus padrinos en la pila bautismal, Toribio Varela y Delia Somellera. Sus padres fueron el doctor Cosme Beccar y María Varela Cané.
Una vez egresado del Colegio Nacional Central, cursó sus estudios universitarios en la Facultad de Derecho y Ciencias Sociales recibiéndose de abogado a los 21 años, en 1902, obtuvo el título de Doctor en Jurisprudencia mediante su tesis sobre Reforma a la Ley Electoral.
De muy joven se inició en las letras colaborando con notas periodísticas en El Diario, fundado y dirigido por Manuel Lainez, al tiempo que ejercía su profesión en la Municipalidad de Buenos Aires donde llegó a ocupar el cargo de jefe de Asuntos Legales.
Adrián Beccar Varela contrajo matrimonio en Buenos Aires, el 27 de octubre de 1904, con María Remedios Obarrio (hija del doctor Manuel Obarrio y María Remedios Langdon), quienes tuvieron cinco hijos.
Su temprana vocación de escritor y apasionada dedicación al estudio de la historia y de las disciplinas de la jurisprudencia, se materializaron en obras como: San Isidro. Reseña Histórica (1906), Plazas y calles de Buenos Aires (1910), compartiendo su autoría con el Dr. Enrique Udaondo; Reformas a la Ley Orgánica de la Municipalidad de Buenos Aires (1923), Juan Martín de Pueyrredon (1924) y Torcuato de Alvear (1926).
En las Asambleas del 6 y del 20 de diciembre de 1919, Beccar Varela fue electo presidente de la Asociación Amateurs de Football, asumiendo el cargo el 12 de enero de 1920. Durante su gestión se organizaron en paralelo los distintos campeonatos y competencias del fútbol argentino, y se crearon el Campeonato Argentino y la Confederación Argentina de Football. El 23 de noviembre de 1926 culminó su mandato, luego de efectuada la fusión y creación de la Asociación Amateur Argentina de Football, de la que fue presidente desde 1927 hasta su fallecimiento en 1929.
En el Partido de San Isidro cumplió funciones públicas, como la de juez de paz, Síndico fiscal, Defensor de menores, Asesor letrado honorario, compilador del primer digesto municipal, concejal, presidente del Consejo Deliberativo, culminando su carrera pública cuando asumió la Intendencia Municipal, la que ejerció desde enero de 1913 hasta diciembre de 1914.
Durante su administración se construyeron los paseos del Águila, El Tala y Los Paraísos; el mejoramiento del cementerio donde construyó la capilla y una sala de autopsias, la adquisición del edificio que permitió la ampliación de la sede municipal, proyectó y puso en funcionamiento un servicio de tranvías a caballo al Arroyo Sarandí, y emprendió las gestiones para el tendido de otra línea de tranvías, cuyo recorrido se iniciaba en la avenida Centenario y Martín y Omar hasta las inmediaciones de la capilla de Santa Rita. Esta obra se vio concretada luego de su mandato municipal, mediante la Comisión Encargada de la Construcción del Tranvía Municipal a la Villa Santa Rita, presidida por el mismo Beccar Varela. Además, fue el promotor del "Reloj Floral" que se encuentra emplazado en la parte baja de la plaza principal, siendo el primero en Argentina y de Sudamérica.
Beccar Varela falleció el 9 de junio de 1929, a los 49 años.